# Région de Magway
Magwe, que le régime birman actuel écrit Magway, est une région du centre de la Birmanie (république de l'union du Myanmar). Située entre les latitudes 18° 50' et 22° 47' et les longitudes 93° 47' et 95° 55', elle est bordée par les régions de Sagaing au nord, Mandalay à l'est, Bago au sud et les États d'Arakan et Chin à l'ouest. Avec une superficie de 44 819 km2, c'est la plus grande des régions du pays.

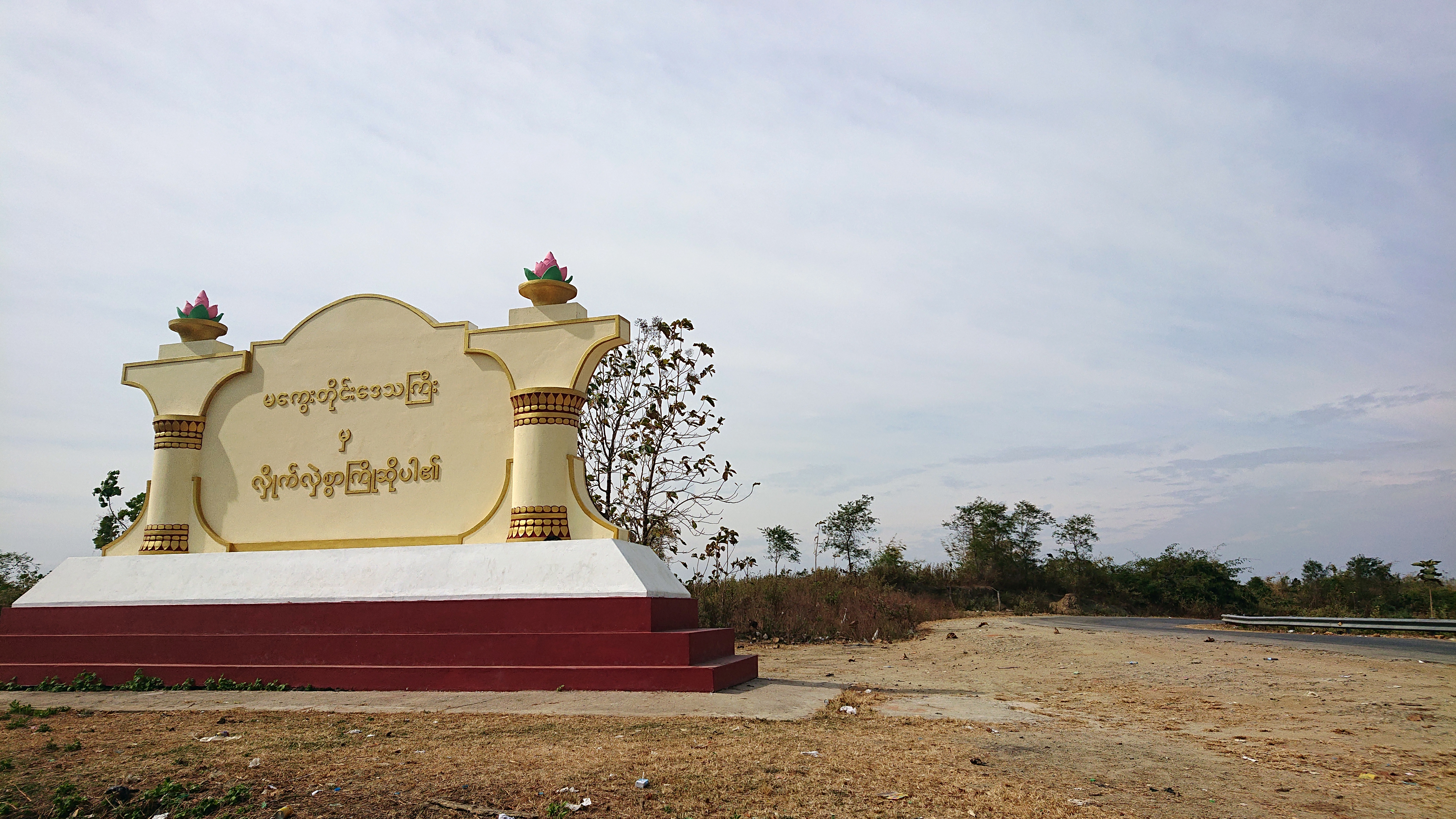
Frontière de la région de Magway et du territoire de l'Union de Naypyidaw

Sa capitale est la ville du même nom (Magwe, 300 000 habitants en 1994). Les autres villes importantes sont Pakokku et Minbu. Il existe cinq districts : Magwe, Minbu, Pakokku, Thayetmyo et Gangaw.
Depuis 1902, la région de Magwe produit l'essentiel du pétrole et du gaz naturel de Birmanie.

## Démographie
Les 4 464 000 habitants de la région sont à plus de 95 % birmans. Il y a quelques petites minorités Chin, Arakanaise, Karen, Shan et autres, dont un minuscule groupe anglo-birman : ce sont les descendants des ouvriers occidentaux de l'époque coloniale et de leurs femmes birmanes.
Un très ancien groupe ethnique, censé représenter les « purs » birmans, vit autour des villes de Kanma et Min Don.
La population est bouddhiste à environ 98 %.

## Économie
La principale production de la région est le pétrole.
En mai 2002, la Russie a passé un accord pour aider la Birmanie à construire un réacteur nucléaire de 10 mégawatts et deux laboratoires dans la région
Les autres productions sont le ciment, le coton, les textiles, le tabac, le fer et le bronze. La région de Magwe produit aussi de grandes quantités d'huiles alimentaires, ce qui ajouté au pétrole (oil ou huile en anglais) lui a valu le surnom de « pot à huile du Myanmar ».
L'agriculture est aussi importante. Outre les oléagineux (sésame et arachide) les cultures principales sont le riz, le millet, le maïs, le tournesol, les différents haricots, le tabac, le vin de palme, les piments, oignons et pommes de terre. Deux produits réputés sont le "thanaka" (cosmétique extrait de la Rutacée Limonia acidissima) et le Phangar (fruit de Chebulic myrobalan). 
Le tourisme est presque inexistant, malgré l'existence d'un aéroport. Le Collège de Magwé dépend de l'université des arts et des sciences de Mandalay

## Histoire
Elle est peu distincte de celle des autres régions du centre de la Birmanie.
Des fossiles de primates de plus de 40 millions d'années ont été découverts dans la région de Pondaung et Ponnya, ce qui a permis au gouvernement de proclamer que « le Myanmar est le berceau mondial de l'Humanité ».
Le site d'une ancienne cité Pyu, Peikthano-myo, datant d'environ 2 000, se trouve à Taungdwingyi. La région possède aussi une pagode célèbre, Mya Thalun.
Au moment des guerres anglo-birmanes, les rois de la dynastie Konbaung construisirent deux forts contre les britanniques. Le fort de Minhla Fort, dans la ville du même nom, et, sur la rive opposée de l'Irrawaddy, le fort de Kway Chaung, dissimulé sous une petite montagne.
Le général Aung San, père de l'indépendance birmane, est né à Nat Mauk, dans la région de Magwe.